# Fêchereux (Esneux)
 (mai 2022).
Si vous disposez d'ouvrages ou d'articles de référence ou si vous connaissez des sites web de qualité traitant du thème abordé ici, merci de compléter l'article en donnant les références utiles à sa vérifiabilité et en les liant à la section « Notes et références ».
Fêchereux est un hameau de la commune belge d'Esneux en province de Liège.

## Situation
Le hameau se situe sur la rive gauche de l'Ourthe coincé entre la rivière et son versant nord au-dessus duquel se dresse la Roche aux faucons, à l'extérieur d'un vaste méandre que forme la rivière. La route menant au hameau se termine en cul-de-sac. Le village de Hony se trouve à environ 1 kilomètre et le centre d'Esneux à 5 kilomètres. Il fait face à Ham, qui se trouve lui en rive droite au centre du méandre.

## Description
Fêchereux s'est d'abord construit au pied du versant abrupt et boisé (rue du Gué d'Amont). Plus récemment, des habitations de vacances mais aussi résidentielles se sont implantées au bord de la rivière (rue des Castors). L'endroit est le siège de phénomènes karstiques, lié à ceux du plateau de la Roche aux faucons. Des traces d'occupation mésolithique ont été identifiées, avec des découvertes rassemblées au musée du Grand Curtius.  
Le site fut par ailleurs longtemps fréquenté en tant que gué pour traverser l'Ourthe.